# آورورا (الهه)

آورورا (Aurora) نام الههٔ سپیده‌دم روم باستان و معادل ائوس یونانی بوده‌است. آورورا از خدایگان درجه دوم محسوب می‌شده و جزو المپیان نبوده‌است. در روایتی او یکی از تیتان‌ها بوده‌است که در نبرد نخستین علیه خدایان شرکت نجسته بود.
در مورد آورورا افسانه‌ای هست که عاشق تیتون (تیتونوس) شاه حبشی شد و از زئوس خواست به او بی‌مرگی ببخشد. زئوس آرزویش را برآورد. اما آن‌چه اورورا نخواسته بود جوانی جاوید برای تیتونوس بود. تیتونوس آن‌قدر پیر شد که تبدیل به موجودی سیاه و مچاله و عاجز و درمانده گشت و آورورا از سرناچاری او را به جیرجیرک تبدیل کرد.
ممنون فرزند تیتونوس و اورورا در جنگ تروآ شرکت جست و آکیلیس (آشیل) پهلوان معروف،او را به تلافی مرگ آنتی‌کلوس هلاک کرد.